# Quixeramobim
Quixeramobim este un oraș în statul Ceará (CE) din Brazilia. Activitatea economică principală este agricultura.